# Реплянчук Дмитро Олександрович
Реплянчук Дмитро Олександрович (нар. 17.10.1994, Київ) — український журналіст, кореспондент телевізійної програми журналістських розслідувань «Слідство.Інфо». Спеціалізується на розслідуваннях корупції та зловживань у правоохоронній системі. До дого, як приєднався до команди «Слідство.Інфо», працював журналістом на «Громадському». Після повномасштабного вторгнення Росії в Україну Дмитро Реплянчук почав займатися ідентифікацією російських військових, які вчиняли злочини на території України. На основі знахідок журналіста українська прокуратура оголосила підозри кільком російським військовим.

## Резонансні журналістські розслідування
- «Золотий» вагон Медведчука (2022)[8] — після виходу матеріалу Личаківський райсуд Львова наклав арешт на майно Віктора Медведчука, серед якого — і славнозвісний золотий вагон.[9]
- «Режисери конституційної кризи» (2021)[10] — у розслідуванні розповідається про приховані домовленості задля контролю над одним із найвпливовіших суддів країни, які відбувалися між представником Офісу президента Зеленського Андрієм Богданом, ексчиновником адміністрації Януковича Андрієм Портновим, головою Окружного адмінсуду Києва Павлом Вовком та суддею КСУ Олександром Тупицьким. Завдяки реакції громадянського суспільства на це розслідування[11] призначення суддів до появи вакантних посад у КСУ не відбулося[12]. Це дозволило зберегти легітимність складу суддів КСУ і призначити нових кадрів лише після того, як термін повноважень судді КСУ Олександра Тупицького[13] закінчився. Це допомогло уникнути нелегітимності нових кадрів у КСУ.
- «Чотири кілери, три копи і наркобарон»[14] (2021) — у фільмі-розслідуванні розповідається про зв'язок балканської мафії та українських правоохоронців, які домогали їм потрапити в Україну. Після виходу матеріалу один із фігурантів цього розслідування — Євген Дейдей, який працював помічником начальника київської поліції, — звільнився з посади.[15] Згодом ДБР зареєструвало кримінальне провадження щодо помічника начальника київської поліції Євгена Дейдея та ще двох поліцейських, які перевозили групу ймовірних кілерів територією України навесні 2020-го року.[16]
- «Нарадча кімната» (2020)[17][18] — двосерійний фільм-розслідування, у якому розповідається про зловживання суддів Окружного адміністративного суду Києва, а також — про домовленості людей з Офісу президента Зеленського із головою ОАСК Павлом Вовком. Фільм базується на записах детективів НАБУ, які встановили прослуховуючі присторої у кабінеті голови ОАСК. Факти, оприлюднені у фільмі, стали підставами для численних заяв про зловживання суддів ОАСК до ВРП.[19] Розголос та тиск громадськості змусили президента Зеленського 13 квітня 2021-го зареєструвати у парламенті невідкладний законопроєкт про ліквідацію ОАСК.[20]

## Відзнаки
У 2022-му разом із колегами Євгенією Моторевською та Катериною Лихогляд отримав відзнаку у конкурсі журналістських робіт «Суд людською мовою-2021» у номінації «Кращий розслідувальний матеріал» за двосерійний фільм-розслідування «Нарадча кімната».
Є співавтором проєкту «Золото церкви», який увійшов у шорт-лист Національного конкурсу журналістських розслідувань у 2021 році..
У 2020-му увійшов у шорт-лист Thomson Foundation Young Journalist Award.
У тому ж році разом з колегами Євгенією Моторевською та Василем Бідуном Дмитро Реплянчук отримав найвищу відзнаку Національного конкурсу журналістських розслідувань за фільм «Я – бот».